# Сіффінська битва
Сіффінська битва (араб. وقعة صفين) — битва, що відбулась 657 року між військами халіфа Алі й сирійського правителя Муавії.

## Передумови
Ще за часів протистояння Алі з Талхою та аз-Зубайром сирійський намісник Муавія розумів, що не має достатнього релігійного авторитету, щоб суперничати з Алі й почав шукати підтримки серед старійшин мусульманської громади (умми).
Після перемоги Алі в Басрі його влада почала поширюватись на 4/5 Халіфату, в його розпорядженні опинилась уся іракська армія. Омеяди теж приєднались до Муавії, але це не змінило співвідношення сил, а становище Муавії стало ще більш складним. Упоравшись із невідкладними справами в Іраку, Алі знову запропонував Муавії скласти присягу (байа). Отримавши послання, Муавія почав радитись зі своїм оточенням. Імовірно, тоді і з'явилась ідея залучити в союзники Амра ібн аль-Асу, який залишив Медіну на початку смути. Після того, як Амр отримав обіцянку бути призначеним намісником Єгипту, той прибув у Дамаск. За свідченням середньовічних істориків, після появи Амра на політичній арені, посилилась антиалійська пропаганда в Сирії. Сирійців поступово переконували в тому, що Алі був причетним до вбивства Усмана. Зрештою Алі отримав від Муавії відмову, що було рівнозначним до початку війни.
Після цього Алі оголосив збір війська, що тривав украй повільно. Незначні загони прибули з Ісфагана й Хамадана. Чисельність війська Алі наближалась до 50 000 вояків. Дата початку виступу Алі, за різними джерелами, коливається між 27 березня та 15 квітня 657 року.

## Перебіг битви
За кілька днів до виступу основних сил Алі відрядив два передових загони загальним числом 12 000 вояків. Командували тими загонами Зіяда ібн ан-Надр і Шурайха ібн Хані, які мали йти один за одним правим берегом Євфрату. Сам же Алі з основними силами пішов спочатку до третього гарнізонного міста Іраку, аль-Мадаїна. Виходячи звідти, Алі відрядив тритисячний загін під командуванням Макіла ібн Кайса ар-Ріяхі в бік Мосула, а сам вирушив до Анбара, щоб іти звідти лівим берегом Євфрату.
В той час Муавія готувався до дій у відповідь. Він залишив на кордоні з Єгиптом сильний заслін і написав тим, хто залишився в Харбіті, щоб вони завадили Мухаммаду ібн Хузайфі напасти на Палестину.
Поки армія халіфа переправлялась через Євфрат, Муавія встиг зайняти зручну позицію та встати табором на південному березі Євфрату біля зруйнованого візантійського поселення Сіффін за 40 км на захід від Ракки. Муавія захопив єдину в тому районі дорогу до Євфрату, що проходила посеред непрохідних болотяних заростей заплави, що простягнулась на 10-12 км на схід від Сіффіна.
Підійшовши до Сіффіна й почавши розбивати табір, іракці виявили, що єдиний шлях до водопою перекритий сирійцями. Алі попрохав Муавію допустити іракських водовозів до води, але той відкинув прохання, нагадавши, як противники позбавляли води халіфа Османа. Аль-Аштар вирішив атакувати сирійців і розчистити шлях до води. 2-тисячний загін аль-Аштара відкинув п'ятитисячний загін сирійців і зайняв дорогу. Того разу Муавія мав перейматись щодо забезпечення водою для свого війська. На відміну від Муавії халіф дозволив сирійцям користуватись дорогою, хоч багато хто в його оточенні засуджували такий занадто шляхетний крок. Рішення Алі розрядило обстановку, створивши умови для подальших перемовин. До того ж образ Алі як захисника блага мусульман ще більше зміцнився. Сутичка за володіння дорогою до води — один з небагатьох епізодів затяжної Сіффінської битви. Він датований серединою травня 657 року.
Після цього упродовж місяця тривали дрібні сутички окремих племінних загонів з неминучими поєдинками їхніх провідників та найспритніших воїнів. Весь наступний місяць (мухаррам — вважається у мусульман заборонним) Алі використав для того, щоб знову схилити Муавію до присяги, але після його закінчення оголосив про поновлення бойових дій.
Головний бій розпочався вранці 19 липня 657 року. Він тривав упродовж 9 днів і переривався вночі для сну і вдень для молитов. За деякими даними, усвідомлюючи безрезультатність боїв, Муавія запропонував Алі припинити війну зі збереженням за кожним його володінь, втім Алі відмовився. 27 липня воїни зійшлись в останній сутичці, що мала виявити переможців. У першій половині дня іракці потіснили сирійців у центрі й наблизились до ставки Муавії. Однак після опівдня сирійці атакували лівий фланг іракців, де перебував Алі з синами. Алі відійшов до центру та в сум'ятті бою воїни на якийсь момент втратили його з поля зору. Це спричинило паніку в лавах іракців. Алі пробився до аль-Аштара й доручив йому виправити становище. Останній з загоном 800 хамданитів кинувся напереріз до тих, хто тікав, і зупинив їх. Ціною загибелі 180 воїнів аль-Аштару вдалось відновити порядок.
Запеклість битви не дозволила сторонам перерватись навіть на вечірню молитву. У темряві бій, імовірно, розпався на сутички окремих груп. На світанку аль-Аштар, який розміщувався на правому фланзі, відтіснив сирійців до їхнього табору. Для розвитку успіху Алі відрядив до нього підкріплення. Битва явно схилялась до перемоги Алі, втім обидва війська були на межі виснаження.
Положення врятував спритний Амр ібн аль-Ас, який запропонував зупинити бій, підійнявши на списах свитки Корану. Сирійці кричали: «Боже, Боже! Подумайте про ваших дружин і дітей і про те, хто залишиться для [відбиття] румів, тюрків і персів!». Битва одразу припинилась, окрім правого флангу аль-Аштара, який далеко просунувся.
Розуміючи, що це — пастка, щоб врятувати битву, Алі звернувся за порадою до очільників війська, думки яких розділились. Лише дехто безумовно підтримував продовження бою, інші ж вагались чи надавали право вирішувати самому Алі. Поки тривала нарада, військо Алі, за винятком аль-Аштара, який пробивався до ставки Муавії, припинило битву. Алі зрештою вирішив зупинити бій.

## Наслідки
Після завершення битви відбулись перемовини, на яких сторони домовились провести суд. Той суд мав визначити переможця та зміни у володіннях. Сирійці зустріли договір одностайним схваленням, натомість іракці почували себе обманутими.
Після цього, поховавши загиблих, війська повернулись додому.
З військової точки зору битва закінчилась внічию, але в політичному сенсі Алі явно її програв. Підписавши договір, він поставив під сумнів своє беззаперечне право на халіфат, а Муавія був поставлений на один рівень з ним. Армія халіфа розкололась.